# 홍혜미
홍혜미(1984년 10월 23일 ~)는 대한민국의 가수다. 2013년 디지털 싱글 앨범 [In Love]로 데뷔했다.

## 방송
- 제23회 CBS 크리스천 뮤직 페스티벌 (2012) - 작곡상

## 공연
- ADD J.의 1000Hertz CCM Concert 시즌2［16th］ (2017)

## 피처링
- Iyagi <정교한 하나님의 조율> (2017)
- 엘샤인 <주님만을 찬양> (2017)

## 음반
- 제23회 CBS 크리스천 뮤직페스티벌 (23rd CBS Christian Music Festival) (2013)
- In Love (2013)
- 주님만을 찬양 (2017)

### 엘샤인
- 첫사랑 (First Love) (2014)
- I Know (2015)
- 내가 매일 기쁘게 (2016)
- In Love (2016)
- 그 사랑 (2017)
- 나의 소망 + 살아계신 주 (Because He Lives) (2017)
- 낮엔 해처럼 밤엔 달처럼 (2020)

## 작사
- 엘샤인 - I Know (2015, 2017)